# Districts de Sainte-Lucie

Districts de Sainte-Lucie selon iso 3166-2:LC

L'île de Sainte-Lucie est administrativement subdivisée en 10 districts. Ces districts sont utilisés également pour le découpage des 17 districts électoraux.
La notion de quartiers est légèrement différentes dans les contours et utilisé dans des découpage statistiques.

## Districts
Liste des 10 districts de Sainte-Lucie
1. Anse-la-Raye
2. Canaries
3. Castries
4. Choiseul
5. Dennery
6. Gros Islet
7. Laborie
8. Micoud
9. Soufrière
10. Vieux-Fort

En 2014, le contour a été modifié (en lien avec ISO 3166-2:LC)
- le district de Praslin est fusionné avec Micoud.
- le district de Dauphin a fusionné avec Gros-Islet.
- le district d'Anse-la-Raye est divisé pour créer Canaries

## Quartiers statistiques
Les quartiers 

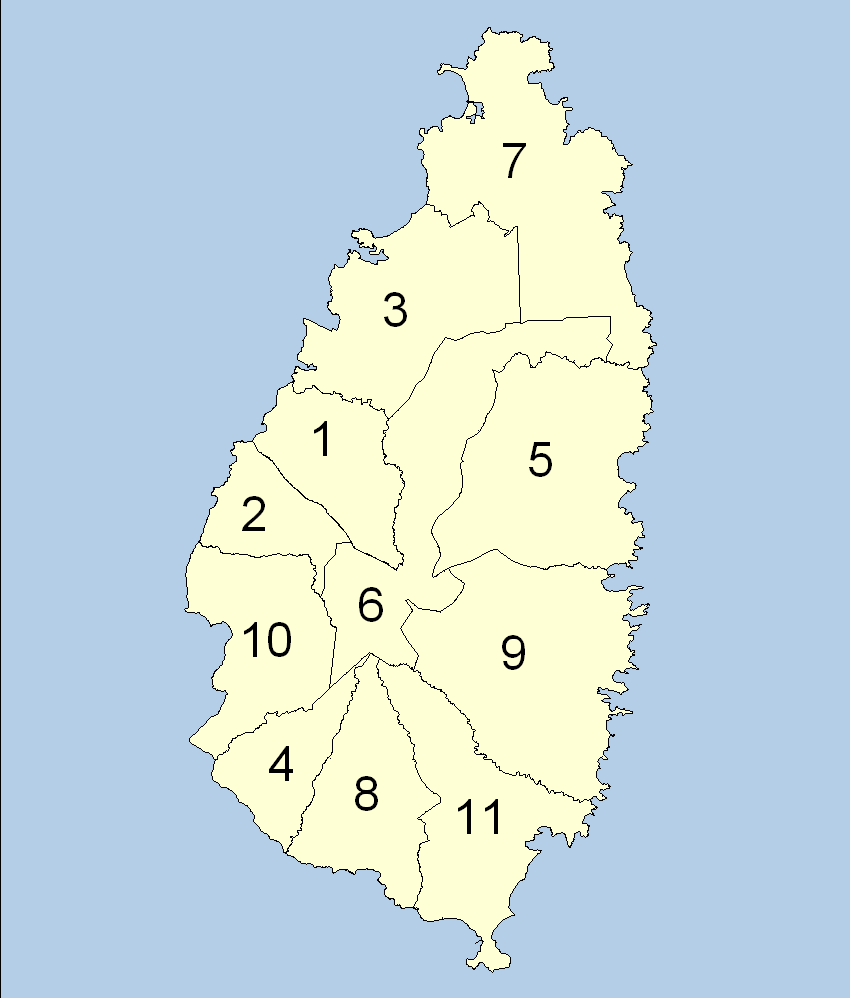
Quartiers statistiques

| \| # \| Quartier \| Surface (km²) \| Population (2010 census) \| Densité (habitant/km²) \| \| -- \| ------------ \| ------------- \| ------------------------ \| ---------------------- \| \| 1 \| Anse-la-Raye \| 30.9 \| 6 247 \| 210 \| \| 2 \| Canaries \| 16,0 \| 2 044 \| 119 \| \| 3 \| Castries \| 79,5 \| 65 656 \| 776 \| \| 4 \| Choiseul \| 31,3 \| 6 098 \| 206 \| \| 5 \| Dennery \| 69,7 \| 12 599 \| 182 \| \| 6 \| Forest \| 78,3 \| 0 \| 0 \| \| 7 \| Gros-Islet \| 101,5 \| 25 210 \| 196 \| \| 8 \| Laborie \| 37,8 \| 6 701 \| 210 \| \| 9 \| Micoud \| 77,7 \| 16 284 \| 220 \| \| 10 \| Soufrière \| 50,5 \| 8 472 \| 144 \| \| 11 \| Vieux Fort \| 43,8 \| 16 284 \| 371 \| \| \| Sainte-Lucie \| 617 \| 165 595 \| 256 \| Source: Département des statistiques, gouvernement de Sainte-Lucie |              |               |                          |                        |
| # | Quartier     | Surface (km²) | Population (2010 census) | Densité (habitant/km²) |
| 1 | Anse-la-Raye | 30.9          | 6 247                    | 210                    |
| 2 | Canaries     | 16,0          | 2 044                    | 119                    |
| 3 | Castries     | 79,5          | 65 656                   | 776                    |
| 4 | Choiseul     | 31,3          | 6 098                    | 206                    |
| 5 | Dennery      | 69,7          | 12 599                   | 182                    |
| 6 | Forest       | 78,3          | 0                        | 0                      |
| 7 | Gros-Islet   | 101,5         | 25 210                   | 196                    |
| 8 | Laborie      | 37,8          | 6 701                    | 210                    |
| 9 | Micoud       | 77,7          | 16 284                   | 220                    |
| 10 | Soufrière    | 50,5          | 8 472                    | 144                    |
| 11 | Vieux Fort   | 43,8          | 16 284                   | 371                    |
| | Sainte-Lucie | 617           | 165 595                  | 256                    |